# Cserna József
Cserna József (Csór, 1899. december 3. – Budapest, 1975) magyar sci-fi-szerző, festőművész.

## Élete, munkássága
Cserna István csizmadiamester és Rózsa Julianna fia. A családjával 1901-ben költöztek Budapestre. Itt édesapja segédmunkásként, édesanyja varrónőként dolgozott. 1917-18-ban az Izabella utcai kereskedelmi iskolába járt. Tanárai között volt Lengyel Gyula és Somogyi Béla.
1919 és 1924 között festészetet tanult a Képzőművészeti Főiskolán, Balló Ede osztályában. 1929-ig festészetből élt, majd nyomdászként és kiadói munkatársként dolgozott 1957-ig.
Egyetlen megjelent kötete, a Dráma a Holdon a Kozmosz Fantasztikus Könyvek sorozatban jelent meg 1970-ben, és a szerző 1957 és 1967 között született tudományos-fantasztikus írásainak gyűjteménye (novellák, kisregények, egy színdarab). Érdekes ötleten alapuló munkáiban mélységes humánumról és jó humorérzékről, középszerű írói tehetségről tesz tanúbizonyságot.

## Kötete
- Dráma a Holdon. Tudományos-fantasztikus novellák; utószó Róka Gedeon; Kozmosz Könyvek, Bp., 1970 (Kozmosz fantasztikus könyvek)

A kötetben Cserna József nyolc novellája és egy színdarabja jelent meg Róka Gedeon utószavával:
- Űrkaland
- Dráma a Holdon
- Futballmeccs
- A tejesüveg
- Lázadás
- A székláb (Színpadi jelenet)
- Bonaparte professzor halála
- A glória
- Agyműtét (Dr. professzor Cassio Kleber naplója)
- A szerző életrajza
- Az ember elhagyja a Földet (Róka Gedeon utószava)